# جویبارخزک دم‌تیز
جویبارخزک دم‌تیز (نام علمی: Lochmias nematura)، یک پرنده گنجشک‌سانان آمریکای جنوبی در زیرخانواده Furnariinae از خانواده مرغان تنورساز (Furnariidae) است. نام‌های جایگزین عبارتند از خزنده دم‌تیز، جویبارخزک یا لُکمیاس. در پاناما و همهٔ کشورهای آمریکای جنوبی به جز شیلی، گویان فرانسه و سورینام یافت می‌شود.